# Liste der Mitglieder der Badischen Ständeversammlung 1893 bis 1894
Diese Liste umfasst die Mitglieder der Ständeversammlung des Großherzogtums Baden für die Sessionen des 36. ordentlichen Landtags. Die Eröffnung fand am 21. November 1893 statt. Die Schlusssitzung fiel auf den 28. Juni 1894. Insgesamt fanden 28 Sitzungen der Ersten Kammer und 106 Sitzungen der Zweiten Kammer statt.

## Präsidium der Ersten Kammer
Präsident: Prinz Wilhelm von Baden

1. Vizepräsident: Freiherr Franz von Bodman

2. Vizepräsident: Geheimer Kommerzienrat Philipp Diffené

## Mitglieder der Ersten Kammer

### Prinzen des Hauses Baden
- Erbgroßherzog Friedrich von Baden (war nie anwesend)
- Prinz Wilhelm von Baden
- Prinz Maximilian von Baden
- Prinz Karl von Baden

### Standesherren
- Fürst Karl Egon zu Fürstenberg
- Fürst Ernst zu Leiningen (war nie anwesend)
- Fürst Erwein von der Leyen (war nie anwesend)
- Fürst Ernst zu Löwenstein-Wertheim-Freudenberg
- Fürst Karl zu Löwenstein-Wertheim-Rosenberg
- Graf Karl Polykarp zu Leiningen-Billigheim
- Graf Emich zu Leiningen-Neudenau (war nie anwesend)

### Vertreter der katholischen Kirche
- Christian Roos,[3] Erzbischof von Freiburg (war nie anwesend)

### Vertreter der evangelischen Landeskirche
- Karl Wilhelm Doll, Prälat der Evangelischen Landeskirche

### Vertreter des grundherrlichen Adels

#### Oberhalb der Murg
- Freiherr Franz von und zu Bodman
- Graf Konstantin von Hennin
- Freiherr Wilhelm von Röder, General z. D.
- Freiherr Emil von Schauenburg

#### Unterhalb der Murg
- Freiherr Wilhelm von Gemmingen, General der Kavallerie z. D.
- Freiherr Ernst August Göler von Ravensburg
- Karl Freiherr von Racknitz
- Freiherr Albrecht Rüdt von Collenberg-Bödigheim, Landgerichtsrat

### Vertreter der Landesuniversitäten
- Georg Meyer,[3] Geheimer Hofrat, Vertreter der Universität Heidelberg
- Gustav Rümelin,[3] Hofrat, Vertreter der Universität Freiburg

### Vom Großherzog ernannte Mitglieder
- Richard Schneider,[3] Geheimrat, Oberlandesgerichtspräsident
- Friedrich Wielandt,[3] Präsident des Verwaltungsgerichtshofs
- Edmund Kamm, Landgerichtspräsident
- Freiherr Ferdinand von Bodman, Gutsbesitzer
- Carl Engler,[3] Geheimer Hofrat
- Philipp Diffené, Geheimer Kommerzienrat
- Ernst Friedrich Krafft, Geheimer Kommerzienrat
- Ferdinand Sander, Geheimer Kommerzienrat

## Präsidium der Zweiten Kammer
Präsident: Albert Gönner

1. Vizepräsident: Rudolf Freiherr von Buol

2. Vizepräsident: Albert Klein

## Die gewählten Abgeordneten der Zweiten Kammer
Seit 1871 wurden die badischen Wahlbezirke nicht mehr wie von 1819 bis 1870 üblich mit separaten Nummernkreisen für Stadtwahlbezirke und Ämterwahlbezirke unterschieden, sondern nach geographischen Gesichtspunkten von Süden nach Norden fortlaufend von 1 bis 56 nummeriert. Nachfolgend sind jedoch die Stadtwahlbezirke und die Ämterwahlbezirke in zwei separaten Abschnitten zusammengefasst, wodurch die Nummerierung der Wahlbezirke jeweils unvollständig erscheint.

### Stadtwahlbezirke
| Wahlbezirk | Bezeichnung des Wahlbezirks              | Name des Abgeordneten              | Fraktion                          |
| ---------- | ---------------------------------------- | ---------------------------------- | --------------------------------- |
| 3.         | Wahlbezirk der Stadt Konstanz            | Martin Venedey                     | Deutsche Volkspartei (Demokraten) |
| 9.         | Wahlbezirk der Stadt Lörrach mit Stetten | Philipp Stegmüller                 | SPD                               |
| 18. I.     | Wahlbezirk der Stadt Freiburg            | Wilhelm Fischer                    | Zentrum                           |
| 18. II.    | Wahlbezirk der Stadt Freiburg            | Leopold Neumann                    | Zentrum                           |
| 21.        | Wahlbezirk der Stadt Lahr                | Gustav Schlusser                   | Nationalliberale Partei           |
| 26.        | Wahlbezirk der Stadt Offenburg           | Oskar Muser                        | Freisinnige Volkspartei           |
| 31.        | Wahlbezirk der Stadt Baden               | Albert Gönner                      | Nationalliberale Partei           |
| 32.        | Wahlbezirk der Stadt Rastatt             | Franz Engelberth                   | Nationalliberale Partei           |
| 35. I.     | Wahlbezirk der Stadt Karlsruhe           | Friedrich Karl Christian Kiefer    | Nationalliberale Partei           |
| 35. II.    | Wahlbezirk der Stadt Karlsruhe           | Robert Christian Koelle            | Nationalliberale Partei           |
| 35. III.   | Wahlbezirk der Stadt Karlsruhe           | Karl Hoffmann                      | Nationalliberale Partei           |
| 37.        | Wahlbezirk der Stadt Durlach             | Karl Ludwig Eglau                  | Nationalliberale Partei           |
| 41.        | Wahlbezirk der Stadt Bruchsal            | Wilhelm Keller                     | Nationalliberale Partei           |
| 42. I.     | Wahlbezirk der Stadt Pforzheim           | Hermann Friedrich Gesell           | Nationalliberale Partei           |
| 42. II.    | Wahlbezirk der Stadt Pforzheim           | Albert Wittum                      | Nationalliberale Partei           |
| 45. I.     | Wahlbezirk der Stadt Mannheim            | Karl Ladenburg                     | Nationalliberale Partei           |
| 45. II.    | Wahlbezirk der Stadt Mannheim            | Philipp August Johann Leopold Rüdt | SPD                               |
| 45. III.   | Wahlbezirk der Stadt Mannheim            | August Dreesbach                   | SPD                               |
| 48. I.     | Wahlbezirk der Stadt Heidelberg          | Karl Leimbach                      | Nationalliberale Partei           |
| 48. II.    | Wahlbezirk der Stadt Heidelberg          | Karl Wilckens                      | Nationalliberale Partei           |

### Ämterwahlbezirke
| Wahlbezirk | Bezeichnung des Wahlbezirks                                                      | Name des Abgeordneten                      | Fraktion                          |
| ---------- | -------------------------------------------------------------------------------- | ------------------------------------------ | --------------------------------- |
| 1.         | Wahlbezirk der Ämter Überlingen und Pfullendorf mit Teilen des Amtes Stockach    | Friedrich Lohr                             | Zentrum                           |
| 2.         | Wahlbezirk des Amtes Meßkirch mit Teilen des Amtes Stockach                      | Roderich Straub                            | Nationalliberale Partei           |
| 4.         | Wahlbezirk des Amtes Konstanz                                                    | Josef Gießler                              | Zentrum                           |
| 5.         | Wahlbezirk des Amtes Engen mit Teilen des Amtes Stockach                         | Eduard Müller                              | Nationalliberale Partei           |
| 6.         | Wahlbezirk des Amtes Bonndorf mit Teilen des Amtes Waldshut                      | Ferdinand Kriechle                         | Nationalliberale Partei           |
| 7.         | Wahlbezirk mit Teilen der Ämter Waldshut und Säckingen                           | Joseph Schuler                             | Zentrum                           |
| 8.         | Wahlbezirk des Amtes St. Blasien mit Teilen der Ämter Schönau und Neustadt       | Adolf Ernst Birkenmayer                    | Zentrum                           |
| 10.        | Wahlbezirk des Amtes Lörrach (ohne Stetten)                                      | Karl Dreher                                | Nationalliberale Partei           |
| 11.        | Wahlbezirk des Amtes Schopfheim mit Teilen der Ämter Säckingen und Schönau       | Georg Peter Weygoldt                       | Nationalliberale Partei           |
| 12.        | Wahlbezirk des Amtes Müllheim mit Teilen des Amtes Staufen                       | Maximilian Wechsler                        | Nationalliberale Partei           |
| 13.        | Wahlbezirk des Amtes Donaueschingen                                              | Emil August Friedrich Fieser               | Nationalliberale Partei           |
| 14.        | Wahlbezirk des Amtes Villingen mit Teilen des Amtes Neustadt                     | Benjamin Grüninger                         | Zentrum                           |
| 15.        | Wahlbezirk mit Teilen der Ämter Staufen und Freiburg                             | Ludwig Marbe                               | Zentrum                           |
| 16.        | Wahlbezirk des Amtes Breisach mit Teilen des Amtes Freiburg                      | Josef Julius Schüler                       | Zentrum                           |
| 17.        | Wahlbezirk des Amtes Waldkirch mit Teilen der Ämter Emmendingen und Freiburg     | Josef Blattmann                            | Zentrum                           |
| 19.        | Wahlbezirk mit Teilen des Amtes Emmendingen                                      | Wilhelm Pfefferle                          | Nationalliberale Partei           |
| 20.        | Wahlbezirk des Amtes Ettenheim mit Teilen des Amtes Emmendingen                  | Friedrich Hug                              | Zentrum                           |
| 22.        | Wahlbezirk des Amtes Lahr mit Teilen des Amtes Offenburg                         | Karl Heimburger                            | Deutsche Volkspartei (Demokraten) |
| 23.        | Wahlbezirk des Amtes Triberg mit Teilen des Amtes Wolfach                        | Cölestin Löffler                           | Zentrum                           |
| 24.        | Wahlbezirk mit Teilen der Ämter Wolfach und Offenburg                            | Michael Josef Hennig                       | Zentrum                           |
| 25.        | Wahlbezirk mit Teilen des Amtes Offenburg                                        | Franz Weber                                | Zentrum                           |
| 27.        | Wahlbezirk des Amtes Kehl                                                        | Gustav Hauß                                | Nationalliberale Partei           |
| 28.        | Wahlbezirk des Amtes Oberkirch mit Teilen des Amtes Achern                       | Friedrich August Schättgen                 | Zentrum                           |
| 29.        | Wahlbezirk mit Teilen der Ämter Achern und Bühl                                  | Georg Karl Lauck                           | Zentrum                           |
| 30.        | Wahlbezirk des Amtes Baden mit Teilen der Ämter Bühl und Rastatt                 | Maximilian Wilhelm Reichert                | Zentrum                           |
| 33.        | Wahlbezirk mit Teilen des Amtes Rastatt                                          | Albert Freiherr von Bodman                 | Zentrum                           |
| 34.        | Wahlbezirk des Amtes Ettlingen mit Teilen des Amtes Rastatt                      | Theodor Wacker                             | Zentrum                           |
| 36.        | Wahlbezirk des Amtes Karlsruhe                                                   | Karl Emil Freiherr Stockhorner von Starein | Deutschkonservative Partei        |
| 38.        | Wahlbezirk des Amtes Durlach mit Teilen des Amtes Bruchsal                       | Karl Kirchenbauer                          | Deutschkonservative Partei        |
| 39.        | Wahlbezirk des Amtes Bretten mit Teilen des Amtes Bruchsal                       | Georg Kögler                               | Nationalliberale Partei           |
| 40.        | Wahlbezirk mit Teilen des Amtes Bruchsal                                         | Hieronimus Nopp († 1893)                   | Zentrum                           |
| 40.        | Wahlbezirk mit Teilen des Amtes Bruchsal                                         | Julius Breitner (1893 Nachfolger von Nopp) | Zentrum                           |
| 43.        | Wahlbezirk des Amtes Pforzheim                                                   | Johann Heinrich Georg Frank                | Nationalliberale Partei           |
| 44.        | Wahlbezirk des Amtes Schwetzingen mit Teilen des Amtes Mannheim                  | Johann Baptist Eder                        | Deutsche Volkspartei (Demokraten) |
| 46.        | Wahlbezirk des Amtes Weinheim mit Teilen des Amtes Mannheim                      | Albert Klein                               | Nationalliberale Partei           |
| 47.        | Wahlbezirk des Amtes Wiesloch mit Teilen des Amtes Heidelberg                    | Gustav Greiff                              | Nationalliberale Partei           |
| 49.        | Wahlbezirk mit Teilen des Amtes Heidelberg                                       | Hermann Strübe                             | Nationalliberale Partei           |
| 50.        | Wahlbezirk des Amtes Eppingen mit Teilen des Amtes Sinsheim                      | Heinrich August Wittmer                    | Nationalliberale Partei           |
| 51.        | Wahlbezirk mit Teilen des Amtes Sinsheim                                         | Ludwig Schweinfurth                        | Nationalliberale Partei           |
| 52.        | Wahlbezirk des Amtes Eberbach mit Teilen des Amtes Buchen                        | Wilhelm Kieser                             | Zentrum                           |
| 53.        | Wahlbezirk des Amtes Mosbach                                                     | Heinrich Schumann                          | Freisinnige Volkspartei           |
| 54.        | Wahlbezirk des Amtes Wertheim mit Teilen der Ämter Buchen und Tauberbischofsheim | Rudolf Freiherr von Buol-Berenberg         | Zentrum                           |
| 55.        | Wahlbezirk mit Teilen des Amtes Tauberbischofsheim                               | Johann Philipp Gerber                      | Zentrum                           |
| 56.        | Wahlbezirk der Ämter Adelsheim und Boxberg                                       | Hermann Klein                              | Nationalliberale Partei           |

## Belege und Anmerkungen
1. ↑  Ludwig Bauer, Bernhard Gißler: Die Mitglieder der Ersten Kammer der Badischen Ständeversammlung von 1819–1912. Fidelitas, Karlsruhe 1913, 5. Auflage, S. 54
2. ↑  Adolf Roth und Paul Thorbecke: Die badischen Landstände. Landtagshandbuch. Verlag der G. Braunschen Hofbuchdruckerei, Karlsruhe 1907, S. 272
3. 1 2 3 4 5 6 7 8 9 10 11 12 13 14 15 16  Dieser Mandatsträger ist in den amtlich veröffentlichten Abgeordnetenlisten als promovierter Akademiker ausgewiesen, d. h. dort üblicherweise mit einem vor dem Namen stehenden Doktor-Grad verzeichnet
4. 1 2 3  Von 1868 bis 1878 hieß das Pendant zur Deutschen Volkspartei in Baden Demokratische Partei
5. 1 2  Bis 1931 hieß die Stadt Baden-Baden nur Baden.